# Selenops isopodus
Espèce
Synonymes
- Selenops isopoda Mello-Leitão, 1941
- Selenops marilus Corronca, 1998

Selenops isopodus est une espèce d'araignées aranéomorphes de la famille des Selenopidae.

## Distribution
Cette espèce se rencontre en Colombie dans les départements de Norte de Santander, de Santander, de Magdalena et de La Guajira et au Venezuela dans l'État de Lara,.

## Description
La femelle holotype mesure 9 mm.
Le mâle décrit par  en mesure 6,54 mm et la femelle 8,26 mm.

## Systématique et taxinomie
Cette espèce a été décrite par Mello-Leitão en 1941.
Selenops marilus a été placée en synonymie par Crews, Galvis, Torres, Gutiérrez-Estrada, Sarmiento et Esposito en 2021.

## Publication originale
- Mello-Leitão, 1941 : « Catalogo das aranhas da Colombia. » Anais da Academia Brasileira de Ciências, vol. 13, p. 233-300.